# Йохан Франц фон Валдероде
Йохан Франц фон Валдероде (на немски: Johann Franz von Walderode; † 19 ноември 1738) е граф от фамилията Валдероде.
Йохан Франц фон Валдероде се жени ок. 2 май 1700 г. в Прага за трушсес Мария Клаудия Сидония фон Валдбург (* 1685; † 5 май 1708, Прага), дъщеря на граф Максимилиан Вунибалд фон Валдбург-Фридберг и Траухбург (1647 – 1717) и Мария Катарина фон Хоенемс (1653 – 1739). Те имат една дъщеря:
- Шарлота фон Валдероде (* 24 септември 1703; † 1745), омъжена на 6 юли 1736 г. за граф Йохан Франц фон Лайнинген-Дагсбург-Фалкенбург (* 22 май 1698; † ок. 1750); имат два сина и дъщеря